# Francesco D'Aniello
Francesco D'Aniello (Nettuno, 21 marzo 1969) è un tiratore a volo italiano, della specialità double trap.

## Biografia
Nel suo palmarès conta, oltre ai titoli riassunti nella scheda, tre vittorie (2005, 2007 e 2009) ed un terzo posto (2006) ai campionati italiani di specialità.